# Liiva (Leisi)
Liiva – wieś w Estonii, w prowincji Sarema, w gminie Leisi.